# فرودگاه توفیلد
فرودگاه توفیلد (به انگلیسی: Tofield Airport) یک فرودگاه همگانی است که یک باند فرود آسفالت دارد و طول باند آن ۹۱۴ متر است. این فرودگاه در کشور کانادا قرار دارد و در ارتفاع ۷۰۴ متری از سطح دریا واقع شده است.